# Kanal 31 (Kazakhstan)
Kanal 31 est une chaîne de télévision du Kazakhstan. La station a été fondée en 1992 et a commencé à émettre le 12 avril 1993.

## Histoire
Kanal 31 est une station de télévision privée du Kazakhstan, basée dans l'ancienne capitale Almaty. Elle émet en kazakh et en russe 24 heures par jour.
Le programme de diffusion de Kanal 31 se compose d'informations, de sports et de talk-shows. Sont également inclus dans le programme des longs métrages, des séries télévisées et des séries pour enfants. Parmi les séries étrangères diffusées par Kanal 31 figurent Aaron Stone et Phineas and Ferb.
Depuis mars 2008, la société russe STS médias possède environ 20 pour cent des parts de Kanal 31. Depuis lors, le programme passe à 60 pour cent des séries et des émissions de STS médias et 40 pour cent des productions maison et d'autres productions étrangères.

## Les propriétaires
80 % de la Société de Tele et radio Kanal 31 appartiennent à GC Verny Kapital (propriétaire et actionnaire de Bulat Utemuratov) puis 15 % appartiennent à UTV Holdings et 5 % à STS Media.

## Ancien logo

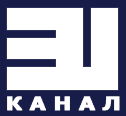
Logo de la chaîne de 2004 à 2008.

## Liens
- Site Officiel